# Cheyenne Jackson
Cheyenne David Jackson (Spokane, Washington, 12 de juliol de 1975) és un actor i cantautor estatunidenc. Els seus crèdits inclouen papers protagonistes en musicals de Broadway i altres papers de teatre, així com papers en el cinema i la televisió, concerts i enregistraments musicals.
Després de començar la seva carrera com a actor en el teatre a Seattle, es va traslladar a Nova York i va ser suplent en el musical Thoroughly Modern Millie (2002) i Aida (2003). Llavors, va interpretar el paper de Matthew a Altar Boyz (2004). El primer paper protagonista de Jackson a Broadway va ser a All Shook Up (2005), que li va valer un premi Theatre World al millor debut a Broadway. Des de llavors, en els escenaris de Nova York, ha participat a The Agony & the Agony (2006), Xanadu(2007), Damn Yankees (2008), Finian's Rainbow (2010), 8 (2011), The Heart of the Matter (2012) i The Performers (2013).
També ha aparegut en diverses pel·lícules, incloent-hi United 93, en què la seva interpretació de Mark Bingham li va valer el premi de la Boston Society of Film Critics al millor repartiment. També va tenir un paper destacat en la comèdia romàntica independent Mutual Friends (2014) i com a actor convidat en les sèries de televisió com 30 Rock de la NBC i Glee de Fox.
En concerts, Jackson ha ompert Carnegie Hall dues vegades: amb The Power of Two el 2010 i amb Music of the Mad Men Era el 2011. També va actuar als cabarets. A més dels seus àlbums de Broadway, ha publicat tres àlbums de música pop, incloen-hit un àlbum conjunt anomenat The Power of Two amb Michael Feinstein el 2008. El 2012 Jackson va llançar dos senzills, "Drive" i "Before You", que formen part de l'àlbum I'm Blue, Skies (2013). El 2016 Jackson va llançar el seu últim disc, Renaissance, un àlbum adaptat i ampliat del seu concert en solitari Music of the Mad Men Era.